# Ninja Kornjače (2003.)
Ninja kornjače je animirana serija namijenjena djeci. Ima 7 sezona, i sedma se počela emitirati u jesen 2008. Završeno je emitiranje u ožujku 2010.

## Sinopsis
Dječak je nosio akvarij s četiri kornjače dok je slijepac prelazio ulicu, a njemu ususret išao je kamion. Drugi dječak kako bi spasio slijepca gura dječaka s kornjačama koje padaju. Uspio je spasiti slijepca, ali je iz kamiona ispala boca s nepoznatom materijom kasnije nazvanom mutagen. Kornjače su upale u kanalizaciju, za njima boca, a poslije toga i štakor pod imenom Splinter. Na kornjače je pala boca i razbila se, a Splinter ih je pokupio u kutiju za kavu. Na njima je bio i mutagen koji je dotakao i Splintera. Nedugo nakon toga su narasli i počeli učiti ninjutsu tehnike tajnovitosti i nevidljivosti od Splintera kojeg su počeli zvati učiteljem i ocem. On im je dao imena po slikarima iz Italije: Leonardo, Raphael, Donatello i Michelangelo. Svi oni zajedno su Nindža kornjače.
Uz pomoć od April O'Neil i Casey Jonesa kornjače će se boriti protiv Huna, Baxtera Stockmana i njihovog krvnog neprijatelja Shreddera.

## Likovi

### Glavne uloge
- Leonardo:  Vođa ninja kornjača. Ima plavi povez i dvije katane. Najuporniji je i najdiscipliniraniji nindža među kornjačama. Također je i najozbiljniji (često nazvan učiteljevim miljenikom).
- Donatello: Najpametnija kornjača. On je znanstevnik, zaljubljen je u tehnologiju i dinosaure. Potreban je ostalim kornjačama zbog njegovih izuma i spretnosti sa svim vrstama strojeva, računala i vozila. Ima ljubičasti povez i Bo Staff.
- Michelangelo: Najneozbiljniji i najšaljiviji član kornjača. Voli čitati stripove i zafrkaviti se s ostalim kornjačama. Ima narančasti povez i dvije nunchake. Ima ljubimca, malog narandžastog mačka. Također postaje poznat pod nazivom Titan Kornjača kada se sa svojim najdražim junakom Srebrnim Stražarom udruži u borbi protiv kriminala i spasi mu život.
- Raphael: Energičan, najagresivnija i najtvrdoglavija kornjača. Reagira često bez razmišljanja. Jako voli motore, a najviše svoj crveni motor. Sve ga živcira, pogotovo Mikey koji to povremeno i namjerno radi. Voli se tući, pogotovo sa zločincima ( Najviše mrzi Huna i Biskupa). Ima crveni povez i dva saija.

### Sporedne uloge
- Splinter: "Otac" Ninja kornjača. On je štakor od metar i jednu četvrtinu. Vrlo ozbiljno shvaća trening ninja kornjača. Kada je Hamato Joshi (njegov vlasnik i učitelj) ubijen, Splinter je postao ulični štakor. Vrlo je strog kada je u pitanju trening nindjutua.
- April O'Neil: Prijateljica ninja kornjača. Upoznaju je u drugoj epizodi Bolja mišolovka (A Better Mousetrap) kada je otkrila da je njen šef Baxter Stockman zao i želeći da to objelodani morala bježati od njegovih mišolovaca. Tako gubi posao, ali nailazi na kornjače i novi život.
- Casey Jones: Hunov vječni neprijatelj. Kada je bio mali, Hun mu je ubio oca. Ima puno palica za golf i bejzbol palica. Društvo ga upoznaje u četvrtoj epizodi Meet Casey Jones. Zaljubljuje se u April.
- Shredder: Na početku je predstavljen kao poslovan čovjek koji krije mračne tajne. Njegovo ime je Oroku Saki, i prikazan je kao japanski ninja majstor. On je glavni zločinac serije, iako se pojavljuje samo kroz prve tri sezone, i u sedmoj sezoni kao Cyber Shreeder. Vođa je Noga klana (Foot). U epizodi Odlazak (Exodus), saznaje se da je Oroku Saki zapravo utrom Ch'rell, koji je počinio mnoga zlodjela. Ima puno sluga.
- Hun: Shredderov vječni i odani sluga, iako ga je jednom iznevjerio. Vrlo je nabildan, skoro debeo. Ubio je Caseyjevog oca. Nerviraju ga Stockman i Shredderova kćerka, a mrzi kornjače i Caseya.
- Baxter Stockman: Znanstvenik koji je stvorio mišolovce (Mousers) kao rješenje za gradski problem sa štakorima. Zapravo mišolovce koristi za krađe banaka, a radi za Shreddera (Oroku Sakija). Kada su kornjače uz pomoć April O'Neil uništili Stocktronicks, Stockmanovu tvrtku, Hun je došao odvesti Baxtera Stockmana Shredderu, koji mu je za kaznu iskopao jedno oko. Od tada za svaki neuspjeh bude kažnjen gubitkom dijela tijela. Na kraju je sveden na mozak, oko i leđnu moždinu u posudi s vodom i hologramskom glavom, te izgleda kao "frikasti mozak u limenci" (dr. Chaplin). Ogorčen Hunovim i Shredderovim ponašanjem, sve ih više mrzi, pa na kraju sabotira Shredderov svemirski brod, te odlazi raditi za Agenta Biskupa. Biskup mu daje resurse da si napravi novo tijelo, no izrada nije pažljiva, pa se tijelo počinje raspadati, te Stockman postaje lud. Za svoje neuspijehe krivi April O'Neil, pa ju otima. Kornjače se upliću, a ludi Stockman halucinira kako mu je April majka, pa ju spašava, te pada u rijeku (epizoda Lud u Membrani - Insane in the Membrane). Kasnije (Dobri geni - Good Genes) Agent Biskup oživljava Stockmana, jer mu je potreban njegov intelekt, te Stockman radi za Biskupa. Prikazan je kao egocentrični, bahati znanstvenik, koji je često sarkastičan, što iritira Shreddera i kasnije Biskupa.
- Karai: Shredderova posvojena kći. Zla je kao Shredder, ali za razliku od njega ima čast pa ponekada popusti kornjačama prilikom sukoba s njima. Odana je i ne želi iznevjeriti svog oca koji joj je pomogao u životu. Kao i Leonardo, bori se katanom.
- Noga ninje: Shredderove sluge.
- Elitna garda: Najjača Shredderova privatna vojska.
- Nevidljive ninje: Shredderove ninje koje mogu nestati s jednog mjesta i pojaviti se na drugom mjestu, Stockmanove krecije.
- Doktor Chaplin: Znanstvenik koji radi za Shreedera. Pojavljuje se tek od treće sezone. Idolizira dr. Stockmana, iako mu Stockman podvaljuje i sabotira izume.
- Bishop: Tajni agent koji je navodno dobar prijatelj s gradonačelnikom New Yorka. Želi uništiti Shredera,a kornjače želi zbog njihovih gena. posluje s izvanzemaljcima i zaljubljenik je nauke. Pojavljuje se tek od treće sezone.
- Klunk: Michelangelova mačka.
- Cody Jones: Aprilin i Caseyjev prapraunuk iz 2105.godine koji je prijatelj kornjačama i Splinteru kada odu u budućnost. Trenira s kornjačama i kolekcionar je starih stvari(koje su iz vremena iz kojeg kornjače zapravo potiču). Pojavljuje se u šestoj i sedmoj sezoni.

## Zanimljivosti
- 5. sezona Ninja kornjača nije se prikazivala u Hrvatskoj, niti se mogla kupiti na DVD-u.